# إنجيل الأطفال
الكتاب المقدس للأطفال هي رواية خيال مناخي بقلم ليديا ميليت توثق تجربة مجموعة من الأطفال في مواجهة تغير المناخ حيث فشل آباؤهم في التعامل مع إعصار ناتج عن المناخ.    وهي الرواية الثالثة عشرة للكاتبة ليديا ميليت. 

## الحبكة

### السياق
تنتمي حواء راوية الرواية إلى مجموعة من الأطفال يقيمون في منزل كبير مستأجر مع والديهم لفصل الصيف. الأطفال الذين يشعرون بالاشمئزاز في الغالب من سلوك والديهم الممتع، يقضون معظم وقتهم في المنزل، حتى يقاطع الإعصار أنشطتهم. لم يذكر اسم الوالدين مطلقًا، تقوم الرواية بفلترة أنشطتهم من خلال تصور حواء والأطفال الآخرين.

## التطوير والكتابة
قال ميليت إن الرواية لا تدور أحداثها في "عالم بديل، بل في هذا العالم ببساطة" ويُعتقد أن كلمات مثل نهاية العالم أو الديستوبيا المستخدمة لوصف الكتاب تنطبق بالتساوي على الحياة المُعاصرة.  استمتعت ميليت بكتابة الرواية. 

## الاستقبال

### الاستقبال النقدي
وفقًا لمجمع المراجعة الأدبية بوك ماركس، تلقت الرواية مراجعات إيجابية غالبا. 
وصفت مراجعة صحيفة نيويورك تايمز للرواية بأنها "قصة رمزية قوية".  تُركز مراجعة صحيفة وول ستريت جورنال للرواية على مدى تمتع الرواية بروح الدعابة في مواجهة الحبكة القاتمة.  أدرجت مجلة تايم الرواية ضمن قائمة 100 كتاب يجب قراءتها لعام 2020  قارن جوناثان دي، في نفس المراجعة التي نشرتها صحيفة نيويورك تايمز أحداث الرواية بكتاب سوزان مينوت القرود. 

### مرتبة الشرف
وصلت الرواية إلى القائمة المختصرة لجائزة الكتاب الوطني للرواية لعام 2020.  وقد أدرج ضمن القائمة التي نشرتها صحيفة نيويورك تايمز لأفضل الكتب لعام 2020. 